# اسپوریوس لارکیوس
اسپوریوس لارکیوس (به لاتین: Spurius Larcius) یکی از دولتمردان برجستهٔ اوایل جمهوری روم در اواخر سدهٔ ششم و ابتدای پنجم قبل از میلاد بود که دو بار (۵۰۶ و ۴۹۰ ق. م) به کنسولی رسید. بیشتر شهرتش به‌سبب دفاع او از پل روی تیبر در برابر قوای مهاجم لارس پورسناست. او برادر تیتوس لارکیوس، نخستین دیکتاتور روم، بود.

## نام خانوادگی
خاندان لارکیان، که نام فامیلی‌شان را به‌غلط Lartius و Largius نیز می‌نویسند، یک خاندان اتروسکی در روم در ابتدای تأسیس جمهوری روم بودند. نام فامیلی Larcius مشتق از عنوان اتروسکی Lars است که به‌معنای «آقا، ارباب» می‌باشد. تیتوس لارکیوس، برادر اسپوریوس، در ۵۰۱ و ۴۹۸ ق.م. به کنسولی رسید و در ۵۰۱ ق.م. نخستین دیکتاتور روم نیز شد. دیونوسیوس هالیکارناسی نام فامیلی Flavus را نیز به آنان نسبت می‌دهد، لیکن در برخی منابع Rufus باید باشد.

## دفاع از پل تیبر
پس از تجاوز سکستوس تارکوئینیوس به لوکرتیا و سرنگونی نظام پادشاهی روم و اخراج لوکیوس تارکوئینیوس متکبر از روم در ۵۰۹ ق. م، لارس پورسنا، پادشاه دولت‌شهر اتروسکی کلوسیوم، تارکوئینیان را در دربار خود پناه داد و درخواست آنان برای محاصرهٔ روم و درهم شکستن جمهوری نوپا و بازگرداندن تارکوئینیان به تاج‌وتخت را پذیرفت و با سپاهی گران روانهٔ روم شد. ابتدا، تپهٔ یانیکولوم، بر کرانهٔ شمالی تیبر، را متصرف شد و سپس به‌سوی پل سوبلیکیوس، تنها پل روی تیبر، راهی شد تا از پل بگذرد و به کرانهٔ جنوبی رود برسد و بر روم حمله ببرد. قوای رومی یانیکولوم را ترک کرده به کرانهٔ جنوبی تیبر عقب‌نشستند و شروع به تخریب پل کردند، مبادا دشمن آن را متصرف گردد و با آن به شهر دسترسی یابد. سه رومی در کرانهٔ شمالی تیبر باقی ماندند تا دشمن را مشغول خود کنند و همرزمانِ پشت‌سرشان وقت کافی برای تخریب پل را داشته باشند: هوراتیوس کوکلس و تیتوس هرمینیوس و اسپوریوس لارکیوس.
به هر روی، این سه تن از پل در برابر حملهٔ دشمن دفاع کردند و همرزمان دیگر در پشت‌سرشان با قدرت مشغول تخریب پل شدند. سرانجام، وقتی تنها بخش کوچکی از پل سالم باقی ماند و تخریب‌کنندگان از آن سه خواستند از طریق قسمت سالم‌مانده‌ی پل عقب بنشینند، هوراتیوس از هرمینیوس و لارکیوس خواست تا عقب‌بنشینند. پس چون آن دو از قسمت سالم پل استفاده کردند و به کرانهٔ جنوبی تیبر عقب نشستند، هوراتیوس همچنان تنهایی به دفاع ادامه داد تا اینکه رومیانِ پشت‌سرش پل را به‌طور کامل تخریب کردند. آنگاه، هوراتیوس به داخل رود پرید. در این‌باره که هوراتیوس زنده ماند و با شنا به آنسوی تیبر رسید یا در رود غرق شد منابع اختلاف دارند.
بدین‌سان، با ویرانی پل دشمن اتروسکی نتوانست بر روم حمله ببرد. پس ناچار به محاصرهٔ شهر پرداخت تا مگر رومیان از گرسنگی تسلیم شوند. پوبلیوس والریوس پوبلیکولا، که کنسولِ آن سال و فرماندهٔ کل قوای جمهوری بود، نقشه‌ای چید تا دشمن را به داخل شهر بکشاند و قلع‌وقمع کند: نخست افراد سپاه را فرمود با تجمع در دوازه‌ی ازکوئیلینوس، که از دشمن دورتر بود، احشام و گله‌ها را رها کنند تا دشمن به طمع ربودن احشام وارد شهر شود. سپس تیتوس هرمینیوس را فرمود با نیروهایی کم‌شمار در دو مایلی شهر مخفی شود، اسپوریوس لارکیوس را فرمود با جوانانی سبک‌اسلحه در دروازهٔ کولینا منتظر بماند و پس از ظهور دشمن بر او بتازد تا نتواند به‌سوی تیبر عقب بنشیند. پس چون این تله‌ها را چید، خودش و کنسولِ همکارش، تیتوس لوکرتیوس، و نیروهای تحت امرشان نخستین کسانی بودند که با اتروسکان مقابل شدند. پس چون درگیری شد و هرمینیوس صدای جنگ را شنید، از کمینگاهش به بیرون جَست و بر عقبهٔ اتروسکان، که با والریوس سرگرم بودند، تاخت و لارکیوس و افرادش نیز راه عقب‌نشینی را بر ایشان بستند. بدین‌سان، اتروسکانی که به‌خیال به‌غنیمت بردنِ احشام وارد روم شده بودند قتل‌عام شدند. بعدتر، وقتی پورسنا سرسختی رومیان در دفاع از جمهوری و آزادی‌شان را دید، از محاصرهٔ شهر دست کشید و با ایشان صلح کرد و تارکوئینیان را جواب نمود.

## مناصب سیاسی
لارکیوس به‌همراه تیتوس هرمینیوس، همرزمش در دفاع از پل، در سال ۵۰۶ ق.م. (چهارمین سال تأسیس جمهوری) به کنسولی گزینش شد. در این سال واقعهٔ خاصی روی نداد. در سال ۵۰۵ ق. م، لارکیوس به‌عنوان لگاتوس برای کنسول پوبلیوس پستومیوس در جنگ با سابینان خدمت کرد و سپس خودش یا برادرش تیتوس تحت‌امر پوبلیوس والریوس پوبلیکولا در ۵۰۴ ق.م. انجام وظیفه کرد. او در ۴۹۰ ق.م. برای دومین مرتبه به کنسولی رسید و همکارش کوئینتوس سولپیکیوس بود. در ۴۸۸ ق. م، او و سولپیکیوس جزو پنج نفری بودند که جهت مذاکره با نیائئوس مارکیوس کوریولانوس فرستاده شدند تا او را از حمله بر روم بازدارند. سال بعد به‌عنوان شهردار شهر روم نصب شد. در ۴۸۲ ق. م، او یکی از دو اینتررکسِ منصوب سنا بود.

## در ادبیات
تامس ببینگتن مکولی در اشعار روایی روم باستان ایستادگی لارکیوس و دو همرزمش در برابر قوای لارس پورسنا بر سر پل سوبلیکیوس را به‌نظم کشانده‌است.